# شاپرک ساقه‌خوار سفید آفریقایی
شاپرک ساقه‌خوار سفید آفریقایی (نام علمی: Maliarpha separatella) نام یک گونه از تیره پوزه‌بیدان است.
این گونه از شاپرک در کامرون، رئونیون، ماداگاسکار و آفریقای جنوبی زندگی می‌کند. پهنای بال آن در حدود ۳۰ میلی‌متر است.